# Terror Squad
Terror Squad foi um grupo de hip hop formado por Big Pun e Fat Joe em 1989 em Nova Iorque, nos Estados Unidos. 
As atividades do grupo acabaram em 2006 com um comunicado gravado do Fat Joe, certamente por causa da morte de um dos seus membros.

## Discografia

### Álbuns de estúdio
- 1999 – 	The Album
- 2004 – True Story

### Singles
- 1999 – "Whatcha Gon' Do" (realizada por Big Pun)
- 1999 – "Tell Me What U Want" (realizada por Fat Joe feat. Cuban Link, and Tony Sunshine)
- 1999 – "Yeah, Yeah, Yeah" (realizada por Remy Ma feat. Fat Joe)
- 2004 – "Lean Back" (realizada por Fat Joe and Remy Ma)
- 2004 – "Take Me Home" (realizada por Fat Joe, Tony Sunshine, Remy Ma, and Armageddon)